# Jazz in India

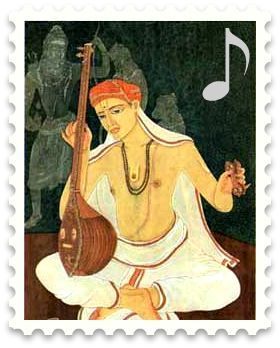
Tyagarajaun, rinomato poeta-santo del Visnuismo con composizioni su Rāma, un avatar di Visnù. noto per i suoi ampi contributi alla musica carnatica

La musica jazz in India ha avuto origine negli anni '20 a Mumbai (prima nota come Bombay) e a Kolkata (prima nota come Calcutta), dove si esibivano musicisti jazz afroamericani. Hanno ispirato i musicisti di Goa che poi hanno assorbito aspetti del jazz nei suoni dell'industria della musica da film hindi indiana. C'è stata molta interazione tra musica indiana e il jazz. Una scena jazz attiva esiste oggi in città come Mumbai, Pune, Delhi, Goa e Calcutta.

## Storia
In India il jazz è stato probabilmente eseguito per la prima volta regolarmente nelle metropoli di Calcutta e Bombay all'inizio o alla metà degli anni '20. L'era dagli anni '30 agli anni '50 è spesso chiamato come l'età d'oro del jazz in India. È iniziato con musicisti jazz come Leon Abbey, Crickett Smith, Creighton Thompson, Ken Mac, Roy Butler, Teddy Weatherford, che registrò con Louis Armstrong, e Rudy Jackson che hanno girato l'India per evitare la discriminazione razziale che avevano dovuto affrontare negli Stati Uniti. Nell'inverno del 1935, Leon Abbey, un violinista del Minnesota, portò la prima band di 8 elementi a Bombay.

## Lotta per la libertà
Negli anni '30 la lotta per la libertà dell'India contro gli inglesi aveva raggiunto una fase cruciale. Bombay era una metropoli in ascesa. C'era anche un grande senso di libertà politica, che veniva trasmesso anche nelle arti. Le sale da ballo degli alberghi a cinque stelle e le discoteche delle principali città indiane erano centri del jazz. Mentre il nazionalismo dilagava nel paese, questi luoghi divennero il rifugio delle élite europee e indiane, degli aristocratici, dei ricchi e dei dipendenti pubblici.

## La scena jazz a Bombay
Durante questo periodo, musicisti come Chic Chocolate, Frank Fernand, Micky Correa, Rudy Cotton, Hal e Henry Green, Josic Menzie, Pamela McCarthy e Chris Perry erano in prima linea nella fiorente scena jazz di Bombay, il cui centro nevralgico si trovava nella sala da ballo dell'hotel Taj Mahal, che divenne il nodo essenziale della trasmissione di messaggi culturali tra Oriente e Occidente. Questi musicisti suonavano spesso negli hotel a cinque stelle, ma erano clienti abituali di secondo livello, all'Ambassador Starlight Roof Gardens, al Bristol Grill, al Dadar Catholic Institute, al Greens Hotel, al Ritz Roof Garden, al West End Hotel Roof Garden e l'YMCA. Molti di questi musicisti erano Goani, perché i Goani avevano imparato la musica occidentale sotto il dominio portoghese. La maggior parte dei musicisti jazz di Goa ha lavorato anche nell'industria cinematografica di Bollywood ed ha avuto il merito dell'introduzione di generi come il jazz e lo swing nella musica da film hindi. Sebbene il jazz in India sia iniziato come intrattenimento per le élite, si è fatto strada anche nella classe operaia e nei film hindi. Frank Fernand e Anthony Gonsalves non solo hanno infuso il suono della musica occidentale a Bollywood, ma sono stati anche permeati del ritrovato nazionalismo indiano e hanno sviluppato un'autentica base per collegare il mondo del jazz con quello della musica classica indiana. La confraternita jazz era anche un crogiolo di persone di diverse comunità perché c'erano Goani, anglo-indiani e persone di altre comunità come Rudy Cotton che era un Parsi.

## Indo jazz
Il jazz e la musica classica indiana condividono alcune somiglianze, una delle quali è che entrambe implicano l'improvvisazione. I musicisti se ne resero conto e le collaborazioni tra musicisti classici indiani e musicisti jazz occidentali iniziate negli anni '40 portarono allo sviluppo di un nuovo genere di musica chiamato Indo jazz composto da influenze jazz, classiche e indiane. Ravi Shankar, John Coltrane, John Mayer e John McLaughlin furono alcuni dei pionieri della fusione tra jazz e musica indiana. Al contrario, la musica classica indiana ha avuto un impatto significativo anche su un sottogenere della musica jazz noto come free jazz.